# 懷孕哪有那麼男
《懷孕哪有那麼男》（英語：Mamaboy，或譯《妈妈男孩》）是一档美国制播的喜剧電影，2017年4月1日上映。電影在沙加緬度進行拍攝，劇組人員來自當地，電影講述一名男高中生懷孕的故事。

## 角色
- 肖恩·奥唐纳 飾演 凯利·汉金斯
- 加里·布西 飾演 Dombrowski教练